# Julia Pępiak
Julia Pępiak (21 de setembro de 1890 – 17 de março de 1971) foi uma polaca nascida em Bełżec. Ela é uma das Justas entre as Nações.

## Biografia
Durante a Segunda Guerra Mundial e a ocupação alemã na Polónia, por três anos (a partir de 1941) até à libertação, ela escondeu em Bełżec mulheres judias: Salomea Helman e a sua filha Bronia.
No dia 27 de dezembro de 1999, Julia Pępiak recebeu o título de Justa entre as Nações concedido pelo Yad Vashem em Jerusalém. Ela foi enterrada no Cemitério Bródno, em Varsóvia.
O seu filho Zygmunt Pępiak tornou-se um padre católico, franciscano.
Ela é a principal protagonista do livro "Justo de Bełżec", de Antoni Madejski.